# Llallagua
Llallagua est une ville du département de Potosí en Bolivie située dans la province de Rafael Bustillo. Sa population s'élevait à 20 065 habitants en 2001.